# Riserva naturale dell'Orrido di Chianocco
La riserva naturale dell'Orrido di Chianocco è un'area naturale protetta del Piemonte, situata nel comune di Chianocco sulla sinistra idrografica della Val di Susa, in provincia di Torino.
Come il vicino Orrido di Foresto la riserva fa parte del SIC Oasi xerotermiche della Val di Susa - Orrido di Chianocco e Foresto (cod. IT1110030).

## Territorio
La riserva naturale è stata istituita nel 1980, ed è amministrata dall'Ente di gestione delle aree protette delle Alpi Cozie. Si estende su una superficie di 26 ha a quote comprese tra i 550 m e i 950 m. Nella zona prevalgono le rocce calcaree nelle quali il Rio Prebech ha scavato, nel tratto del suo corso che precede lo sbocco sul fondovalle, una forra con pareti strapiombanti (l'Orrido). Più a monte il rio attraversa affioramenti di rocce cristalline meno erodibili, colonizzate da boschi cedui nei quali prevale la roverella.

## Flora

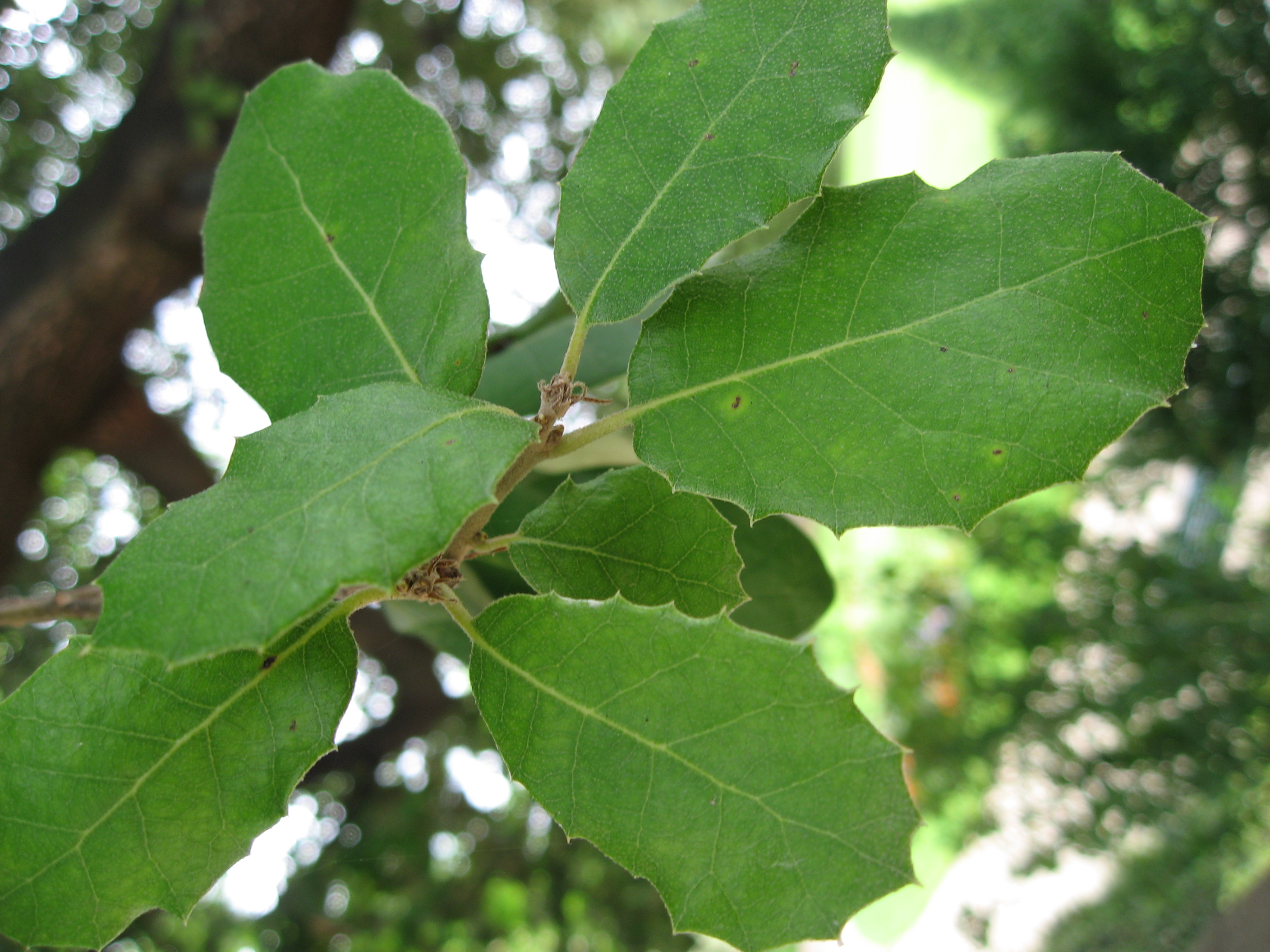
Foglie di Leccio (Quercus ilex)

La riserva tutela una stazione di leccio, la sola sicuramente spontanea oggi presente in Piemonte (assieme a quella, composta però da pochi individui isolati, rilevata sull'altura che ospitava il Forte della Brunetta, in comune di Susa).

## Fauna
I mammiferi sono quelli generalmente presenti nella bassa Val di Susa quali cinghiali, caprioli, volpi, tassi e varie specie di roditori. Anche l'avifauna non presenta caratteri di particolare rilevanza rispetto alle zone limitrofe.

## Storia e tradizioni

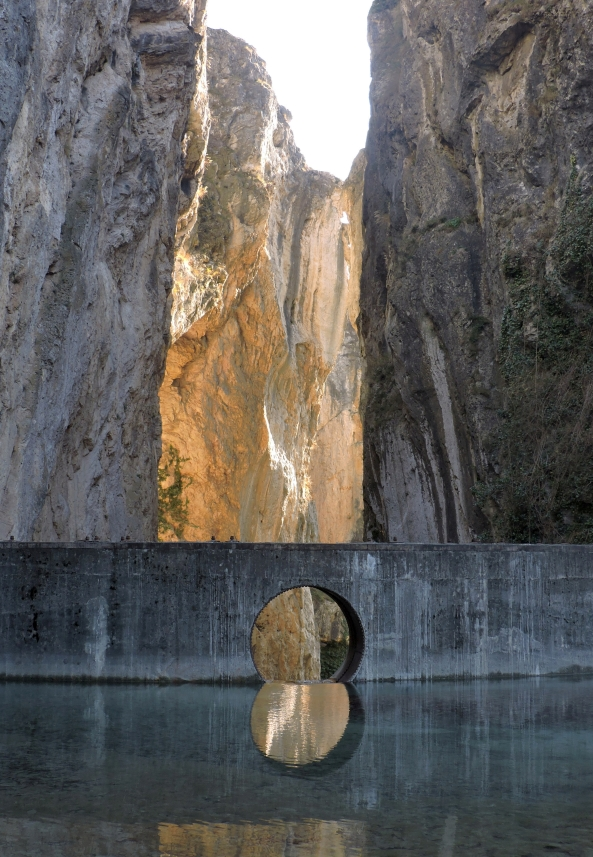
L'Orrido visto da monte

Il Rio Prebech causò con le sue esondazioni danni anche molto gravi all'abitato di Chianocco ed alle circostanti aree agricole. Proprio per questo il suo bacino fu oggetto di lavori di sistemazione idraulica e di miglioramento forestale che durarono per quasi tutto il Novecento.
La domenica delle palme le fronde sempreverdi dei lecci venivano usate dalla popolazione al posto dei tradizionali rami d'olivo nel corso della funzione religiosa.

## Fruizione
Alcuni sentieri segnalati e manutenuti dall'Ente Parco permettono di raggiungere gli angoli più interessanti e suggestivi della riserva.
 Un itinerario più lungo, il Sentiero degli orridi, collega tenendosi a mezzacosta l'Orrido di Chianocco con quello di Foresto.